# Putzmeister
Putzmeister es un fabricante alemán de bombas de hormigón. La firma tiene su sede en Aichtal y es la más grande en su campo. También proporciona bombas para una amplia gama de materiales diferentes, por ejemplo, lodos, cenizas volantes, aguas residuales, compost y agua.
Putzmeister es en alemán para "Maestro de yeso" (Putz Meister). En 2008, la compañía tenía 3.200 empleados en todo el mundo, 500 de los cuales trabajan para Putzmeister America.

## Historia
Putzmeister fue fundada por Karl Schlecht en 1958. Schlecht diseñó una máquina de mortero basada en su tesis de diploma en la Universidad de Stuttgart.
En 1986, se utilizaron los Putzmeister 52Z en el accidente nuclear de Chernobyl, bombeando más de 305.822 metros cúbicos de cemento para sepultar el reactor número 4, estableciendo un récord mundial en ese momento para bombeo de volumen.
Durante los accidentes nucleares japoneses de 2011 en la planta de Fukushima, varias bombas de hormigón Putzmeister volaron a Japón desde lugares de todo el mundo. Después del éxito inicial de una unidad M58-5, se transportaron M62-6s y 70Z adicionales a Antonov An-124s, el segundo avión de carga más grande del mundo. La 70Z es la bomba de brazo más grande del mundo, capaz de alcanzar más de 67 metros y poder ser controlada remotamente desde 3.2 km de distancia. Las bombas se desplegarán para tratar de estabilizar los cuatro reactores con capacidad adicional de bombeo de agua.
En mayo de 2008, Putzmeister alcanzó un récord mundial en bombeo de concreto vertical (1,988 pies, (606 m)), a través de bombas de concreto especialmente diseñadas tipo BSA 14000 SHP-D, en la construcción del Burj Khalifa. En 2008, Putzmeister rompió su propio récord al bombear hormigón a una altura de más de 700 m en Burj Khalifa.
Como la transacción más grande entre Alemania y China, a finales de enero de 2012, Putzmeister fue vendida a la china Sany Heavy Industries, el fabricante de equipos de construcción dirigido por el hombre más rico de China, Liang Wengen.

## Productos
- Bomba concreta
  - Bombas de brazo de colocación de concreto montadas sobre camión móvil
    - Válvula "C" (designación del modelo BRF)
    - Válvula "S" (designación del modelo BSF)
    - Sistemas de colocación de hormigón

  - Bombas de remolque BSA
  - Bombas de línea montadas en camión
  - Máquinas de mortero
- Bombas industriales

## Galería

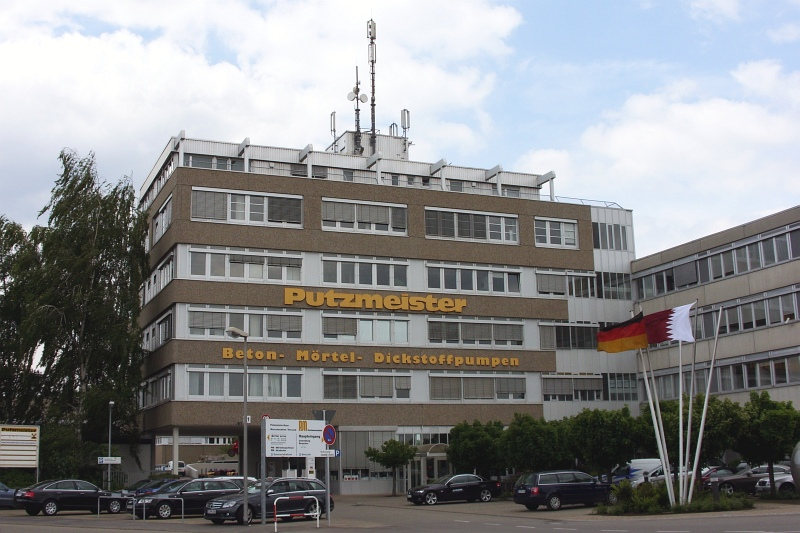
Putzmeister Sede en Aichtal, Alemania.
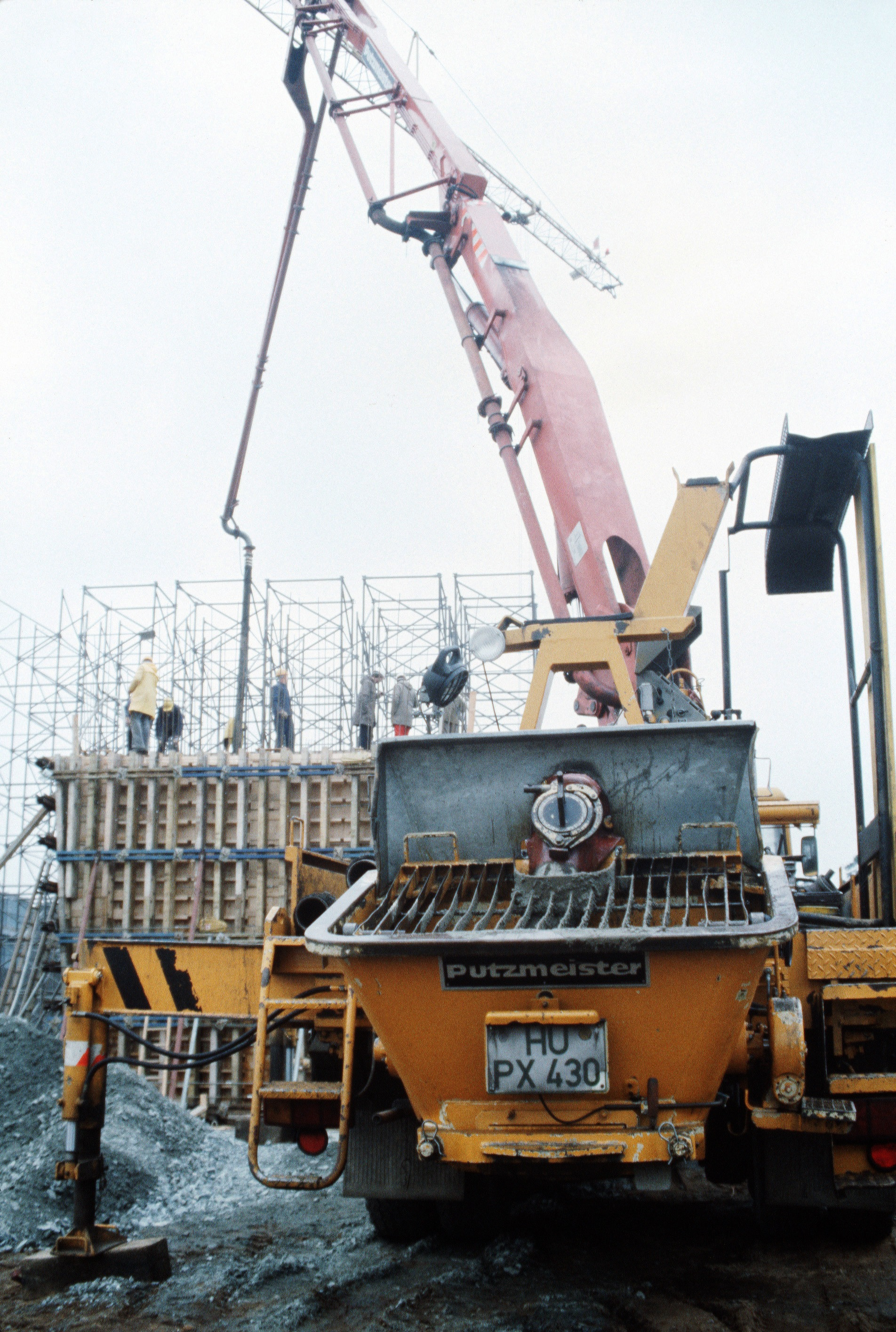
Un Putzmeister bomba concreta en Alemania en 1985.
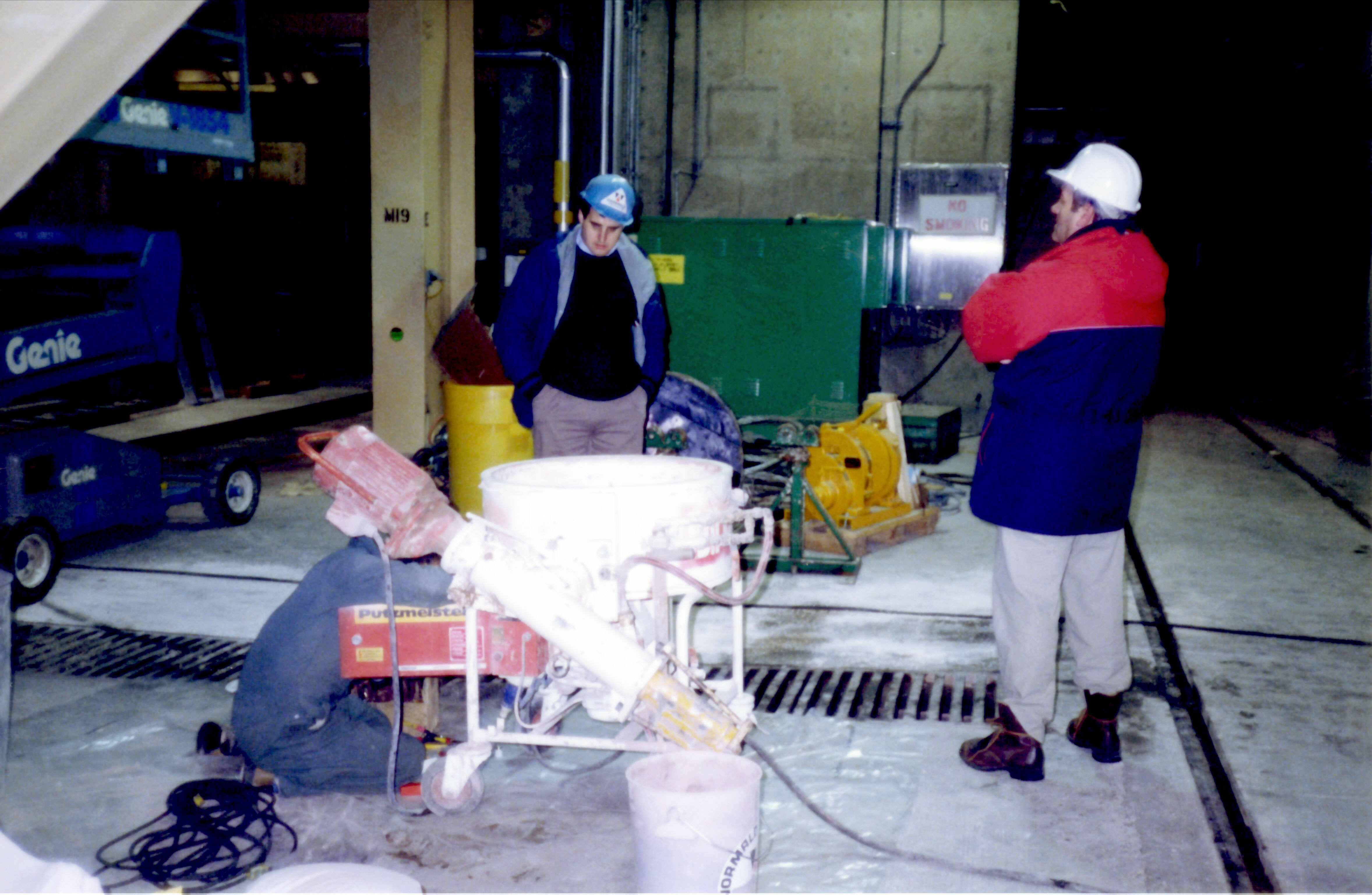
Putzmeister Marca mortero de cubicaje positivo y bomba de yeso.